# Malamatidia vethi
Malamatidia vethi là một loài nhện trong họ Clubionidae.
Loài này thuộc chi Malamatidia. Malamatidia vethi được Christa L. Deeleman-Reinhold miêu tả năm 2001.